# Google Buzz
Google Buzz je bilo družabno omrežje znotraj Gmaila.
Izdelek je bil javnosti predstavljen 9. februarja 2010, vendar je bil zaradi nepopularnosti ukinjen 15. decembra 2011.